# Cisticola rufilatus
Cisticola rufilatus е вид птица от семейство Cisticolidae.

## Разпространение
Видът е разпространен в Ангола, Ботсвана, Република Конго, Демократична република Конго, Габон, Малави, Намибия, Южна Африка, Замбия и Зимбабве.